# Selbstselektion
Selbstselektion (auch Selbstselektivität) ist eine Form der willkürlichen Stichprobenziehung. In der Meinungsforschung und der empirischen Sozialforschung spricht man davon, wenn die im Rahmen einer Stichprobe untersuchten Personen nicht durch ein zufälliges oder systematisches Stichprobenverfahren selektiert werden, sondern selbst die Entscheidung treffen, zu der Stichprobe zu gehören. Selbstselektion führt im Vergleich zu Zufallsauswahlverfahren dazu, dass die Stichprobe nicht repräsentativ ist und Rückschlüsse auf die Eigenschaften der Grundgesamtheit daher nur in eingeschränktem Maße zulässig sind, selbst wenn die soziodemographischen Merkmale der untersuchten Personen mit denen der Grundgesamtheit übereinstimmen sollten.
Beispiel für Selbstselektion: Bei einer Umfrage zum Rauchen würde nicht gezielt eine Zufallsstichprobe aus der Bevölkerung angeschrieben werden, sondern ein Stand in einer Fußgängerzone aufgebaut werden, an dem Fragebögen ausliegen. Es könnten nun besonders Nichtraucher mitmachen wollen. Die Meinung der Raucher wäre damit unterrepräsentiert.
Selbstselektion wird häufig als Auswahlverfahren bei Online-Befragungen genutzt, obwohl sie dafür ungeeignet ist. Dabei werden die Befragungsteilnehmer passiv rekrutiert, etwa dadurch, dass sie auf ein Banner reagieren. Solche Personen sind in der Regel besonders am Gegenstand der Befragung interessiert, daher lassen sich ihre Angaben nicht auf die Grundgesamtheit der Internet-Nutzer oder Website-Besucher übertragen.

## Abgrenzungen
Selbstselektion als Auswahlverfahren ist abzugrenzen von systematischer Unit Nonresponse bei einer Zufallsauswahl. Nimmt beispielsweise in der empirischen Sozialforschung eine bestimmte Personengruppe systematisch nicht an einer Untersuchung teil (Unit Nonresponse), kommt es zu systematischen Antwortausfällen und somit zu Verzerrungen (vgl. Artikel Antwortausfallverzerrung). Diese Verzerrungen können aber bei Kenntnis geeigneter Merkmale korrigiert werden (z. B. durch die Verwendung von Gewichtungsfaktoren).
Die Selbstselektion ist zu unterscheiden vom Rahmenfehler, bei dem bestimmte Personen keine oder eine geringere Chance haben, in die Stichprobe zu gelangen. Ein Beispiel wären hier Obdachlose, die bei einer telefonischen Befragung kaum eine Chance hätten, per Festnetz erreicht zu werden.